# FC Twente in het seizoen 2017/18 (vrouwen)
Het seizoen 2017/2018 was het 11e jaar in het bestaan van de Enschedese vrouwenvoetbalclub FC Twente. De club kwam uit in de Eredivisie en eindigde op de tweede plaats. In het toernooi om de KNVB beker reikte de ploeg tot de achtste finale. Hierin was CTO Eindhoven, na strafschoppen, te sterk.

## Selectie
| Keepers       |                    |                            |
| 1             | Vlag van België    | Nicky Evrard               |
| 22            | Vlag van Nederland | Daphne van Domselaar       |
| 23            | Vlag van Nederland | Lois Niënhuis              |
| Verdedigers   |                    |                            |
| 2             | Vlag van Nederland | Maud Roetgering            |
| 3             | Vlag van Nederland | Myrthe Moorrees            |
| 4             | Vlag van Noorwegen | Andrine Tomter             |
| 5             | Vlag van Nederland | Kika van Es                |
| 12            | Vlag van Nederland | Anouk Borgman              |
| 15            | Vlag van Nederland | Fieke Hendriks             |
| Middenvelders |                    |                            |
| 6             | Vlag van Nederland | Cheyenne van den Goorbergh |
| 7             | Vlag van Nederland | Sherida Spitse             |
| 8             | Vlag van Frankrijk | Angelina da Costa          |
| 10            | Vlag van België    | Jassina Blom               |
| 14            | Vlag van Nederland | Licia Darnoud              |
| 18            | Vlag van Nederland | Anne Bhagerath             |
| Aanvallers    |                    |                            |
| 7             | Vlag van Nederland | Ashleigh Weerden           |
| 9             | Vlag van Nederland | Joëlle Smits               |
| 11            | Vlag van Nederland | Renate Jansen              |
| 17            | Vlag van Nederland | Ellen Jansen               |
| 19            | Vlag van Tunesië   | Sabrine Ellouzi            |
| 21            | Vlag van Nederland | Bente Jansen               |

## Wedstrijdstatistieken

### Eredivisie
|       | Achilles '29 | ADO Den Haag | AFC Ajax | VV Alkmaar | Excelsior/Barendrecht | sc Heerenveen | PEC Zwolle | PSV   |
| ----- | ------------ | ------------ | -------- | ---------- | --------------------- | ------------- | ---------- | ----- |
| Thuis | 7 – 0        | 2 – 0        | 1 – 1    | 2 – 1      | 5 – 1                 | 1 – 1         | 2 – 1      | 2 – 1 |
| Uit   | 0 – 6        | 0 – 1        | 1 – 1    | 2 – 5      | 0 – 6                 | 1 – 2         | 0 – 3      | 1 – 0 |

| Speelronde 1                                 | PEC Zwolle                                                                                          | 0 – 3 (0 – 1) | FC Twente                                                                                   |  |
| Plaats: Zwolle MAC³PARK stadion              | |               | 38' Jassina Blom 58' Joëlle Smits 65' Renate Jansen                                         |  |
| Speelronde 2                                 | FC Twente                                                                                           | 1 – 1 (0 – 0) | AFC Ajax                                                                                    |  |
| Plaats: Hengelo Sportpark Slangenbeek        | Kika van Es 34' Myrthe Moorrees 81'                                                                 |               | 76' Inessa Kaagman 90' Stefanie van der Gragt                                               |  |
| Speelronde 3                                 | Excelsior Rotterdam                                                                                 | 0 – 6 (0 – 1) | FC Twente                                                                                   |  |
| Plaats: Rotterdam Van Donge & De Roo Stadion | |               | 76' Licia Darnoud 58', 87', 90' Renate Jansen 84' Sherida Spitse 89' Joëlle Smits           |  |
| Speelronde 4                                 | FC Twente                                                                                           | 1 – 1 (1 – 0) | Sc Heerenveen                                                                               |  |
| Plaats: Hengelo Sportpark Slangenbeek        | Sherida Spitse 45'                                                                                  |               | 55' Dayna Schra                                                                             |  |
| Speelronde 5                                 | PSV                                                                                                 | 1 – 0 (1 – 0) | FC Twente                                                                                   |  |
| Plaats: Eindhoven PSV Campus De Herdgang     | Aniek Nouwen 26'                                                                                    |               |                                                                                             |  |
| Speelronde 6                                 | FC Twente                                                                                           | 7 – 0 (2 – 0) | Achilles '29                                                                                |  |
| Plaats: Hengelo Sportpark Slangenbeek        | Joëlle Smits 26', 48' Kika van Es 28' Sabrine Ellouzi 58' Renate Jansen 75', 82' Anne Bhagerath 84' |               |                                                                                             |  |
| Speelronde 7                                 | FC Twente                                                                                           | 2 – 1 (2 – 0) | VV Alkmaar                                                                                  |  |
| Plaats: Hengelo Sportpark Slangenbeek        | Sherida Spitse 11' Myrthe Moorrees 28' Renate Jansen 28'                                            |               | 88' Katja Snoeijs                                                                           |  |
| Speelronde 7                                 | ADO Den Haag                                                                                        | 0 – 1 (0 – 1) | FC Twente                                                                                   |  |
| Plaats: Den Haag Cars Jeans Stadion          | |               | 24' Ellen Jansen                                                                            |  |
| Speelronde 10                                | FC Twente                                                                                           | 0 – 1 (0 – 1) | PEC Zwolle                                                                                  |  |
| Plaats: Hengelo Sportpark Slangenbeek        | Renate Jansen 8' Ellen Jansen 73'                                                                   |               | 8' Rebecca Doejaaren                                                                        |  |
| Speelronde 11                                | Ajax                                                                                                | 1 – 1 (1 – 0) | FC Twente                                                                                   |  |
| Plaats: Amsterdam Sportpark De Toekomst      | Desiree van Lunteren 42'                                                                            |               | 89' 90' Myrthe Moorrees                                                                     |  |
| Speelronde 12                                | FC Twente                                                                                           | 5 – 1 (2 – 1) | Excelsior Rotterdam                                                                         |  |
| Plaats: Hengelo Sportpark Slangenbeek        | Cheyenne van den Goorbergh 26' Joëlle Smits 36' Sabrine Ellouzi 55', 62' Ellen Jansen 90+2'         |               | 16' Sharona Versluis                                                                        |  |
| Speelronde 13                                | Sc Heerenveen                                                                                       | 1 – 2 (0 – 1) | FC Twente                                                                                   |  |
| Plaats: Heerenveen Sportpark Skoatterwald    | Carolien Vegter 90+2'                                                                               |               | 28' Nicky Evrard 79' Joëlle Smits 82' Bente Jansen                                          |  |
| Speelronde 15                                | Achilles '29                                                                                        | 0 – 6 (0 – 3) | FC Twente                                                                                   |  |
| Plaats: Groesbeek Sportpark De Heikant       | |               | 35', 51', 58' Joëlle Smits 37' Ellen Jansen 40' Jassina Blom 87' Cheyenne van den Goorbergh |  |
| Speelronde 14                                | FC Twente                                                                                           | 2 – 1 (1 – 1) | PSV                                                                                         |  |
| Plaats: Hengelo Sportpark Slangenbeek        | Ellen Jansen 33' Joëlle Smits 63'                                                                   |               | 23' Vanity Lewerissa                                                                        |  |
| Speelronde 16                                | VV Alkmaar                                                                                          | 2 – 5 (1 – 2) | FC Twente                                                                                   |  |
| Plaats: Alkmaar Sportpark Robonsbosweg       | Ashleigh Weerden 7' (e.d.) Simone Kets 54'                                                          |               | 30', 42' Renate Jansen 51', 66' Joëlle Smits 86' Ellen Jansen                               |  |
| Speelronde 17                                | FC Twente                                                                                           | 2 – 0 (0 – 0) | ADO Den Haag                                                                                |  |
| Plaats: Hengelo Sportpark Slangenbeek        | Jassina Blom 9' Ashleigh Weerden 27'                                                                |               |                                                                                             |  |

#### Kampioensgroep 1–5
|       | AFC Ajax | sc Heerenveen | PEC Zwolle | PSV   |
| ----- | -------- | ------------- | ---------- | ----- |
| Thuis | 1 – 2    | 2 – 1         | 1 – 3      | 5 – 2 |
| Uit   | 3 – 2    | 3 – 4         | 3 – 5      | 2 – 4 |

| Speelronde 2                              | PSV                                                                              | 2 – 4 (1 – 3) | FC Twente                                                                         |  |
| Plaats: Eindhoven PSV Campus De Herdgang  | Vanity Lewerissa 45+2' Jeslynn Kuijpers 56'                                      |               | 4' Ellen Jansen 19' Bente Jansen 24', 80' Joëlle Smits                            |  |
| Speelronde 3                              | FC Twente                                                                        | 1 – 3 (1 – 2) | PEC Zwolle                                                                        |  |
| Plaats: Hengelo Sportpark Slangenbeek     | Joëlle Smits 24'                                                                 |               | 7' Esmee de Graaf 43', 86' Babiche Roof                                           |  |
| Speelronde 4                              | Ajax                                                                             | 3 – 2 (1 – 0) | FC Twente                                                                         |  |
| Plaats: Amsterdam Sportpark De Toekomst   | Merel van Dongen 22' Inessa Kaagman 77' Desiree van Lunteren 90+1'               |               | 71' Bente Jansen 85' Jassina Blom                                                 |  |
| Speelronde 5                              | FC Twente                                                                        | 2– 1 (0 – 0)  | Sc Heerenveen                                                                     |  |
| Plaats: Hengelo Sportpark Slangenbeek     | Cheyenne van den Goorbergh 59' Joëlle Smits 89'                                  |               | 78' Fenna Kalma                                                                   |  |
| Speelronde 7                              | FC Twente                                                                        | 5 – 2 (1 – 1) | PSV                                                                               |  |
| Plaats: Hengelo Sportpark Slangenbeek     | Ashleigh Weerden 43' Joëlle Smits 53', 71' Renate Jansen 60' Myrthe Moorrees 77' |               | 41' Sara Yuceli 65' Nadia Coolen                                                  |  |
| Speelronde 8                              | PEC Zwolle                                                                       | 3 – 5 (2 – 1) | FC Twente                                                                         |  |
| Plaats: Zwolle MAC³PARK stadion           | Esmee de Graaf 8', 68' Babiche Roof 27'                                          |               | 26' Myrthe Moorrees 66' Joëlle Smits 83', 84' Renate Jansen 90+2' Sabrine Ellouzi |  |
| Speelronde 9                              | FC Twente                                                                        | 1 – 2 (1 – 1) | Ajax                                                                              |  |
| Plaats: Hengelo Sportpark Slangenbeek     | Ellen Jansen 18'                                                                 |               | 41' Marjolijn van den Bighelaar 51' Desiree van Lunteren                          |  |
| Speelronde 10                             | Sc Heerenveen                                                                    | 3 – 4 (2 – 1) | FC Twente                                                                         |  |
| Plaats: Heerenveen Sportpark Skoatterwald | Tiny Hoekstra 5' Fenna Kalma 33' (pen.) Dayna Schra 90+2'                        |               | 26', 87' (pen.) Joëlle Smits 48' Sabrine Ellouzi 75' Myrthe Moorrees              |  |

### KNVB beker
| Achtste finale                         | CTO Eindhoven | 1 – 1 (0 – 4) 4 – 2 na strafschoppen | FC Twente            |  |
| Plaats: Eindhoven Genneper Sportparken | Dana Foederer | Wedstrijdverslag                     | Ashleigh van Weerden |  |

## Statistieken FC Twente 2017/2018

### Eindstand FC Twente Vrouwen in de Eredivisie 2017 / 2018
| Stand | Gespeeld | Gewonnen | Gelijk | Verloren | Punten | Doelpunten voor | Doelpunten tegen | Gele kaarten | Rode kaarten |
| ----- | -------- | -------- | ------ | -------- | ------ | --------------- | ---------------- | ------------ | ------------ |
| 1e    | 16       | 12       | 3      | 1        | 39     | 46              | 11               | 6            | 3            |

### Eindstand FC Twente Vrouwen in de kampioensgroep 1–5 2017 / 2018
| Stand | Gespeeld | Gewonnen | Gelijk | Verloren | Punten | Doelpunten voor | Doelpunten tegen | Gele kaarten | Rode kaarten |
| ----- | -------- | -------- | ------ | -------- | ------ | --------------- | ---------------- | ------------ | ------------ |
| 2e    | 8        | 5        | 0      | 3        | 35     | 24              | 19               | 5            | 0            |

### Topscorers
| #      | Naam                       | Goal |
| ------ | -------------------------- | ---- |
| 1.     | Joëlle Smits               | 20   |
| 2.     | Ellen Jansen               | 14   |
| 3.     | Renate Jansen              | 8    |
| 4.     | Sabrine Ellouzi            | 5    |
| 4.     | Myrthe Moorrees            | 5    |
| 5.     | Jassina Blom               | 4    |
| 6.     | Cheyenne van den Goorbergh | 3    |
| 6.     | Bente Jansen               | 3    |
| 6.     | Sherida Spitse             | 3    |
| 7.     | Ashleigh van Weerden       | 2    |
| 8.     | Anne Bhagerath             | 1    |
| 8.     | Licia Darnoud              | 1    |
| 8.     | Kika van Es                | 1    |
| Totaal | Totaal                     | 70   |

| #      | Naam                 | Goal |
| ------ | -------------------- | ---- |
| 1.     | Ashleigh van Weerden | 1    |
| Totaal | Totaal               | 1    |

### Kaarten
| #      | Naam                       |    |
| ------ | -------------------------- | -- |
| 1.     | Myrthe Moorrees            | 2  |
| 1.     | Andrine Tomter             | 2  |
| 2.     | Jassina Blom               | 1  |
| 2.     | Licia Darnoud              | 1  |
| 2.     | Nicky Evrard               | 1  |
| 2.     | Cheyenne van den Goorbergh | 1  |
| 2.     | Bente Jansen               | 1  |
| 2.     | Renate Jansen              | 1  |
| 2.     | Joëlle Smits               | 1  |
| Totaal | Totaal                     | 11 |

| #      | Naam            |   |
| ------ | --------------- | - |
| 1.     | Myrthe Moorrees | 1 |
| Totaal | Totaal          | 1 |

| #      | Naam            |   |
| ------ | --------------- | - |
| 1.     | Kika van Es     | 1 |
| 1.     | Nicky Evrard    | 1 |
| 1.     | Myrthe Moorrees | 1 |
| Totaal | Totaal          | 3 |